# فرانكلين باترسون
فرانكلين باترسون (بالإنجليزية: Franklin Patterson)‏ هو كاتب أمريكي، ولد في 14 سبتمبر 1916 في إلسويرث في الولايات المتحدة، وتوفي في 13 يوليو 1994 في فرامينغهام في الولايات المتحدة.